# Alex Marshall (calciatore)
Alex Marshall (Kingston, 24 febbraio 1998) è un calciatore giamaicano, attaccante del Mount Pleasant.

## Carriera

### Club
Ha giocato nella massima serie giamaicana e in quella canadese.

### Nazionale
Nel 2018 ha esordito in nazionale.

## Statistiche

### Cronologia presenze e reti in nazionale
| Cronologia completa delle presenze e delle reti in nazionale ― Giamaica | Cronologia completa delle presenze e delle reti in nazionale ― Giamaica | Cronologia completa delle presenze e delle reti in nazionale ― Giamaica | Cronologia completa delle presenze e delle reti in nazionale ― Giamaica | Cronologia completa delle presenze e delle reti in nazionale ― Giamaica | Cronologia completa delle presenze e delle reti in nazionale ― Giamaica | Cronologia completa delle presenze e delle reti in nazionale ― Giamaica | Cronologia completa delle presenze e delle reti in nazionale ― Giamaica |
| Data                                                                    | Città                                                                   | In casa                                                                 | Risultato                                                               | Ospiti                                                                  | Competizione                                                            | Reti                                                                    | Note                                                                    |
| ----------------------------------------------------------------------- | ----------------------------------------------------------------------- | ----------------------------------------------------------------------- | ----------------------------------------------------------------------- | ----------------------------------------------------------------------- | ----------------------------------------------------------------------- | ----------------------------------------------------------------------- | ----------------------------------------------------------------------- |
| 25-8-2017                                                               | Port of Spain                                                           | Trinidad e Tobago                                                       | 1 – 2                                                                   | Giamaica                                                                | Amichevole                                                              | -                                                                       | 71’                                                                     |
| 7-10-2017                                                               | Gedda                                                                   | Arabia Saudita                                                          | 5 – 2                                                                   | Giamaica                                                                | Amichevole                                                              | -                                                                       | 49’                                                                     |
| 26-4-2018                                                               | Basseterre                                                              | Saint Kitts e Nevis                                                     | 1 – 3                                                                   | Giamaica                                                                | Amichevole                                                              | -                                                                       | 65’                                                                     |
| 29-4-2018                                                               | North Sound                                                             | Antigua e Barbuda                                                       | 0 – 2                                                                   | Giamaica                                                                | Amichevole                                                              | -                                                                       | 47’                                                                     |
| 17-8-2018                                                               | St. George's                                                            | Grenada                                                                 | 1 – 5                                                                   | Giamaica                                                                | Amichevole                                                              | -                                                                       | 60’                                                                     |
| 20-8-2018                                                               | Bridgetown                                                              | Barbados                                                                | 2 – 2                                                                   | Giamaica                                                                | Amichevole                                                              | -                                                                       | 69’                                                                     |
| 7-9-2018                                                                | Harrison                                                                | Giamaica                                                                | 0 – 2                                                                   | Ecuador                                                                 | Amichevole                                                              | -                                                                       | 59’                                                                     |
| 9-9-2018                                                                | Kingston                                                                | Giamaica                                                                | 4 – 0                                                                   | Isole Cayman                                                            | CONCACAF Nations League 2019-2020 - Qualificazioni                      | -                                                                       | 62’                                                                     |
| 5-6-2019                                                                | Washington                                                              | Stati Uniti                                                             | 0 – 1                                                                   | Giamaica                                                                | Amichevole                                                              | -                                                                       | 64’                                                                     |
| 9-9-2019                                                                | Leonora                                                                 | Guyana                                                                  | 0 – 4                                                                   | Giamaica                                                                | CONCACAF Nations League 2019-2020 - 1º turno                            | -                                                                       | 61’                                                                     |
| 12-10-2019                                                              | Kingston                                                                | Giamaica                                                                | 2 – 0                                                                   | Aruba                                                                   | CONCACAF Nations League 2019-2020 - 1º turno                            | -                                                                       | 39’ 71’                                                                 |
| 27-3-2022                                                               | Toronto                                                                 | Canada                                                                  | 4 – 0                                                                   | Giamaica                                                                | Qual. Mondiali 2022                                                     | -                                                                       | 56’                                                                     |
| 30-3-2022                                                               | Kingston                                                                | Giamaica                                                                | 2 – 1                                                                   | Honduras                                                                | Qual. Mondiali 2022                                                     | -                                                                       | 82’                                                                     |
| 1-3-2024                                                                | Port of Spain                                                           | Trinidad e Tobago                                                       | 0 – 1                                                                   | Giamaica                                                                | Amichevole                                                              | -                                                                       | 68’                                                                     |
| 3-3-2024                                                                | Malabar                                                                 | Trinidad e Tobago                                                       | 0 – 0                                                                   | Giamaica                                                                | Amichevole                                                              | -                                                                       | 74’                                                                     |
| 9-6-2024                                                                | Roseau                                                                  | Dominica                                                                | 2 – 3                                                                   | Giamaica                                                                | Qual. Mondiali 2026                                                     | -                                                                       | 64’                                                                     |
| 30-6-2024                                                               | Austin                                                                  | Giamaica                                                                | 0 – 3                                                                   | Venezuela                                                               | Coppa America 2024 - 1º turno                                           | -                                                                       | 87’                                                                     |
| Totale                                                                  |                                                                         | Presenze                                                                | 17                                                                      |                                                                         | Reti                                                                    | 0                                                                       |                                                                         |